# 건담 타입
건담 타입(영어: Gundam Type, 일본어: ガンダムタイプ)은 애니메이션 작품군 《건담 시리즈》에 등장하는 모빌 슈트라고 불리는 가공의 병기군의 분류 등에 사용되는 용어이다.

## 개요
《건담 시리즈》에서 "건담"이라고 하는 이름을 부여받은 모빌 슈트(MS)가 대부분의 작품에 등장하지만, 몇몇 작품에서는 이들을 "건담 타입"이라고 총칭하는 일이 있다. "건담 타입"이라는 용어는 《기동전사 건담 0083 STARDUST MEMORY》에서 처음으로 등장했다.
작품에 따라서 "GUNDAM"이라는 단어에 모종의 두문자어를 설정하는 등 특별한 의미를 부여하기도 한다.
《기동전사 건담》외의 작품에 등장하는 "건담"이라는 명칭의 모빌 슈트는 Z 건담을 "제타"로 줄여서 부르기도 하고, 단순히 "건담"으로 부르기도 한다. 또한 "백식"처럼 "건담"이라는 명칭은 쓰지 않지만, 설정이나 작품 내의 취급에서 건담으로 간주되는 모빌 슈트도 존재한다.
디자인 측면에서도 "건담"의 정의는 애매하다. 만화 《기동전사 크로스본 건담》에서 원작자인 토미노 요시유키의 요청에 의해 "뿔(블레이드 안테나)이 2개 있고, 눈이 2개 있으면 건담"이라는 등장 인물의 대사가 쓰여졌지만, 뿔이 없는 건담 Ez8이나 눈이 듀얼아이가 아닌 모노아이로 되어 있는 게임 《SD 건담 G 제너레이션 모노아이 건담즈》의 LRX-077 시스쿠드 등도 건담이라 불린다. 반대로 뿔이 2개 있고, 눈이 2개인 머리 디자인이라도 예를 들어 SEED 계열의 기체들은 작품 내에서 대체로 "스트라이크 건담"보다는 "스트라이크"처럼 애니메이션의 등장인물들이 "건담"이라는 명칭을 빼고 기체를 호칭하는 경우가 많다.
색상은 흰색 계열을 바탕으로 한 것이 많다. 그러나 이것도 예외가 다수 있는데 예를 들어 《기동무투전 G건담》에서는 건담들이 각국의 특색이나 캐릭터의 이미지를 반영하고 있어서 흰색이 적거나 들어가 있지 않는 것이 많다.
우주세기를 무대로 하는 《건담 시리즈》의 작품들에서 "건담"이란 이름을 딴 기체는 과거에 존재했던 RX-78-2 건담에서 그 이름이 유래되었다. 우주세기 이외의 세계관을 무대로 하는 작품들에서도 동일하게 "건담"이라는 호칭을 가지는 "2개의 눈과 뿔을 가진 흰색 바탕의 트리콜로 색상을 가진 모빌 슈트(MS)"가 등장하고 각각의 독자적인 유래가 설정되어 있다.

## 같이 보기
- 건담 시리즈